# Trịnh Hoa Hùng
Trịnh Hoa Hùng (sinh ngày 7 tháng 11 năm 1991) là một cầu thủ bóng đá chuyên nghiệp người Việt Nam hiện đang thi đấu ở vị trí hậu vệ phải cho câu lạc bộ SHB Đà Nẵng tại V.League 1.

## Thống kê sự nghiệp
| Câu lạc bộ          | Mùa giải            | Giải vô địch quốc gia | Giải vô địch quốc gia | Giải vô địch quốc gia | Cúp quốc gia | Cúp quốc gia | Châu lục | Châu lục | Khác | Khác | Tổng cộng | Tổng cộng |
| Câu lạc bộ          | Mùa giải            | Hạng đấu              | Trận                  | Bàn                   | Trận         | Bàn          | Trận     | Bàn      | Trận | Bàn  | Trận      | Bàn       |
| ------------------- | ------------------- | --------------------- | --------------------- | --------------------- | ------------ | ------------ | -------- | -------- | ---- | ---- | --------- | --------- |
| Than Quảng Ninh     | 2015                | V.League 1            | 5                     | 0                     | 0            | 0            | —        | —        | —    | —    | 5         | 0         |
| Than Quảng Ninh     | 2016                | V.League 1            | 9                     | 0                     | 0            | 0            | —        | —        | 1    | 0    | 10        | 0         |
| Than Quảng Ninh     | 2017                | V.League 1            | 11                    | 0                     | 0            | 0            | 2        | 0        | —    | —    | 13        | 0         |
| Than Quảng Ninh     | 2018                | V.League 1            | 16                    | 1                     | 0            | 0            | —        | —        | —    | —    | 16        | 1         |
| Than Quảng Ninh     | 2019                | V.League 1            | 12                    | 1                     | 1            | 1            | —        | —        | —    | —    | 13        | 2         |
| Than Quảng Ninh     | 2020                | V.League 1            | 6                     | 1                     | 0            | 0            | —        | —        | —    | —    | 6         | 1         |
| Than Quảng Ninh     | 2021                | V.League 1            | 8                     | 0                     | 0            | 0            | —        | —        | —    | —    | 8         | 0         |
| Than Quảng Ninh     | Tổng cộng           | Tổng cộng             | 67                    | 3                     | 1            | 1            | 2        | 0        | 1    | 0    | 71        | 4         |
| Hải Phòng           | 2022                | V.League 1            | 0                     | 0                     | 1            | 0            | —        | —        | —    | —    | 1         | 0         |
| Hải Phòng           | 2023                | V.League 1            | 0                     | 0                     | 0            | 0            | 0        | 0        | —    | —    | 0         | 0         |
| Hải Phòng           | Tổng cộng           | Tổng cộng             | 0                     | 0                     | 1            | 0            | 0        | 0        | 0    | 0    | 1         | 0         |
| Tổng cộng sự nghiệp | Tổng cộng sự nghiệp | Tổng cộng sự nghiệp   | 67                    | 3                     | 2            | 1            | 2        | 0        | 1    | 1    | 72        | 4         |

1. ↑  Bao gồm Cúp Quốc gia Việt Nam
2. ↑  Tất cả các lần ra sân tại AFC Cup và AFC Champions League
3. ↑  Bao gồm Siêu cúp quốc gia Việt Nam
4. ↑  Ra sân tại Cúp Tiền Phong - Thaco 2016

## Danh hiệu
SHB Đà Nẵng
- V.League 2
  -  Vô địch: 2023–24